# Poecilium abietinus
Poecilium abietinus là một loài bọ cánh cứng trong họ Cerambycidae.